# ジャンピングフラッシュ!
『ジャンピングフラッシュ!』（Jumping Flash!）は、エグザクト開発、ソニー・コンピュータエンタテインメント発売のコンピュータゲームのシリーズである。
ラインナップは以下のとおり。
- ジャンピングフラッシュ! アロハ男爵ファンキー大作戦の巻
- ジャンピングフラッシュ! 2 アロハ男爵大弱りの巻
- ポケットムームー
- ロビット・モン・ジャ

## 概要
超高度へのジャンプや空中ジャンプが可能なロビットを操作し、広い3D空間を縦横無尽に跳び回りつつ、ステージ中に配置された4つのアイテムを集めゴール地点へ辿りつくことでステージクリアとなる。3D空間にはロビットを攻撃してくる敵キャラの他、アイテムパネルや各種仕掛けが配置されている。ゲームは全6ワールドで構成され、それぞれのワールドは3つのステージで構成されている。各ワールドの第3ステージはボス戦となっている。
PlayStation（PS）初期にして、超高度へのジャンプ感覚や落下中の落下感、浮遊感を表現しており、ポリゴンを使った3D空間を自由に跳び回ることの爽快感と斬新さを、「元祖とびゲー」という謳い文句をもってアピールした。他の特徴としては、ロビットに搭載されているAIロボットのクマゴローによる実況応援や落下から狭い足場へ着地する時の恐怖感を主観視点や強制的に下を向かせるカメラ処理で強調している点が挙げられる。
同じ開発元エグザクトの既作『ジオグラフシール』（X68000）の影響がある。3作目の『ポケットムームー』のみアクションゲームではなく、PocketStationと連動するミニゲーム集である。
本シリーズに登場するムームー星人などは、PlayStation CLUBの第一期前半のマスコットとして活躍した。また、ソニー・コンピュータエンタテインメントの初期の看板キャラクターとしても使われていた。ところが、1998年ころよりパラッパ（『パラッパラッパー』）やクラッシュ（『クラッシュ・バンディクー』）、ピポサル（『サルゲッチュ』）、トロ（『どこでもいっしょ』）といった看板キャラクターが多く登場するようになり、次第に広告塔としてのムームー星人の活躍の場はなくなっていった。

## ジャンピングフラッシュ! アロハ男爵ファンキー大作戦の巻
『ジャンピングフラッシュ! アロハ男爵ファンキー大作戦の巻』（ジャンピングフラッシュ! アロハだんしゃくファンキーだいさくせんのまき、Jumping Flash!）は、シリーズ1作目である。開発元はエグザクトとムームー。日本では1995年4月28日にPlayStation用として発売され、2006年11月22日にPlayStation PortableとPlayStation 3のゲームアーカイブス用として配信された。
また、2022年には有料サブスクリプションサービス「PlayStation Plus」プレミアム会員向けにも配信された。
音楽は見良津健雄が担当している。

### ゲーム内容
プレーヤーはロビットと呼ばれるうさぎ型のロボットに乗り込み、アロハ男爵に奪われた惑星のかけらを取り戻しに行く。ロビットはショットによる攻撃を無制限に使用可能で、これが通常の攻撃方法である。特殊兵器は消費制でアイテムパネルを取ることで使用可能になる。最大3発までストック可能で種類は全4種類ある。
ジャンプは3段階まで可能、1段目の通常ジャンプと2段目、3段目の空中ジャンプである。どちらも非常に高くまで跳べ、このゲームの顔とも言うべきメインアクションとなっている。ジャンプボタンを押している長さによりジャンプの高さや滞空時間は大幅に変わり、この操作を駆使してステージの建物間を飛び回りゴールを目指すことになる。またジャンプから踏み付けることでも敵を攻撃でき、踏み付け前のロビットの高度により攻撃力が増減する。高い所から踏みつけたほうが攻撃力が高く、低い所からの踏みつけでは攻撃力が低い。

### キャラクター
ロビット
宇宙市役所苦情処理係「惑星相談所」が所有する万能害虫駆除マシーン。強力な電磁スプリング製の脚を持ち、高く飛ぶことができる（3段まで）。中古の小型ジェットノズルがついているが、次の大陸に飛び移るには大量のエネルギーを補給する必要があり、各ステージごとにニンジンの形をしたジェットポッドと呼ばれる燃料容器を回収しなければならない（それがステージクリア条件となる）。AIロボット「クマゴロー」を搭載している。主人公はロビットに乗り込みゲームを進行していくが、主人公の名前は全シリーズ通して不明である。ウサギがモデルとなっている。
クマゴロー
ロビットに搭載されたマルチタイプタスクのAIロボット。赤茶の熊の頭部の形をしている。指示や応援をしてくれ、集めなければならないジェットポッドはクマゴローに表示される。
アロハ男爵
本名「アロハ・ジャン・ペペロビッチ・マカダミアン13世」。マカダミア星の大貴族の血をひいているが、あまりの狂人ぶりに故郷を追放されてしまった悪の科学者。巨大クラゲ型ロボット「クラゲラーG」を用いて、とある惑星の美しい地域の表面をむしりとり、別荘として宇宙へと持ち去ってしまう。
ムームー星人
アロハ男爵の手下。極寒の惑星にて絶滅の危機に瀕していた知的生命体。究極のウィルス兵器を開発していたアロハ男爵に惑星を征服され、その支配下に入る。足が3本、手が2本、頭にヤシの木が生えた可愛らしい生物。やる気はあまりなさそう。
クラゲラーG
アロハ男爵が作った惑星別荘化マシーン。頭部の直径は200メートルで、手足の触手を伸ばすと体長数キロに及ぶ。惑星の表面を切り取り、宇宙に運ぶ機能を持つ。Gは「ゲー」と読む。

### 開発
本作の開発のきっかけは、ソニー・コンピュータエンタテインメント設立前にさかのぼる。のちに本作のプロデューサーを務める山元哲治らは、ソニーグループとしてゲーム事業を展開すべきかの判断材料として、3DCGを用いた映像サンプルを作ることにした。その中で、山元らは3DCG制作会社スタジオ・デュースの小高忠男や松島高広、ムームーの前身である有限会社ウルトラの森川幸人らと出会う
松島が紹介した手塚治虫による短編の実験映像『ジャンピング』をヒントに、ソニー社長（当時）の大賀典雄に見せるためのプレゼン用映像を作った。その後、この映像のイメージボードをもとに、ゲームを作ることとなった。3D空間を飛び回るというコンセプトのゲームは硬派なシューティングやSFファンタジーになりがちだったが、山元らは女性ユーザーも取り込みたいと考えていた。そこで、女性にも人気のあった子ども向け番組『ウゴウゴルーガ』に登場するキャラクター「ミカンせいじん」をデザインした白佐木和馬に依頼し、ムームー星人が誕生した。
また、山元は気の抜けた世界観や物語はウルトラのスタッフである坂本和也の影響が大きいと2018年のPlayStation.Blogとのインタビューの中で話しており、題名の「ファンキー大作戦の巻」というフレーズはなかなか出てこないだろうと述べている。同様の理由に加え、山元が深夜にラジオで講談を聞くことが好きだったことから、6代目・宝井馬琴をナレーターとして起用した。PlayStationプロジェクトが正式に起動した後、ライセンシー各社にも先のプレゼン映像が提出され、X68000用ソフト『ジオグラフシール』の開発で知られるエグザクトが名乗りを上げ、山元がエグザクトとムームーの調整に入った。

## ジャンピングフラッシュ! 2 アロハ男爵大弱りの巻
『ジャンピングフラッシュ! 2 アロハ男爵大弱りの巻』（ジャンピングフラッシュ! ツー アロハだんしゃくおおよわりのまき、Jumping Flash! 2）は、シリーズ2作目である。開発元は前作と同様、エグザクトとムームー。日本では1996年4月26日にPlayStation用として発売され、2007年6月28日にPlayStation PortableとPlayStation 3のゲームアーカイブス用として配信された。
本作には、前作のヨーロッパ版『JumpingFlash!』（音声などは全て英語のまま）が同梱されている。一度クリアして2周目に突入するとステージの構成が変わり、サブタイトルも"アロハ男爵恩知らずの巻"に変わる。
前作に続き、ストーリーテラーは宝井馬琴、音楽は見良津健雄が担当している。

### ゲーム内容
基本的には前作を踏襲しているが、空中ジャンプの受け付けタイミングの調整、ユーザインタフェースにジャンピングゲージが加わることでよりジャンプの感覚が掴みやすくなった。
また攻撃に対する敵キャラの反応やエフェクトが強化され、よりインタラクティブ性と爽快感が増している。ステージのボリュームも増え、特殊兵器も全5種類と1種類追加された。

### キャラクター
ロビット
宇宙市役所苦情処理係「惑星相談所」の所有する万能害虫駆除マシーン。前作の「惑星別荘化事件」の後に更なる改造を施された。腹部に小型エネルギータンクを装備し、燃料無しでの宇宙飛行を可能とした。だが、ジャンプ台が無いと離陸できない。ジェットノズルは新型と交換されている。
クマゴロー2
声 - 園部啓一、中村大樹
ロビットに搭載されている高性能応援用AIロボ。「2」となっているがクマゴローと交換されたのか、クマゴローを改造したのかは不明。応援はしてくれるものの、ジェットポッド表示が無くなったため実際役には立たない。他にも応援ロボがおり、その中では豊富なキャリアを持つとして長老格と慕われている。
アロハ男爵
声 - 園部啓一
悪の科学者。前作で敗れた後も相変わらず悪事を企んでいたが、カピタン・スズーキに本拠地のムームー星を襲われ、仕方なく宇宙市役所に泣きつく事になる。アロハ男爵のために宇宙市役所が動くことになったあたり、税金はしっかりと払っていたようだ。
ムームー星人
声 - 園部啓一、中村大樹
アロハ男爵の手下。今回は不幸にもカピタンの捕らわれの存在として登場する。「E」「X」「I」「T」の看板を持ちステージ上に散らばっているが、看板を持ってずっと立っているのは疲れると愚痴をこぼしている。
カピタン・スズーキ
声 - 中村大樹
正体不明の巨大生物。中途半端な英語を織り交ぜて喋る。ムームー星をはるかに超える大きさで、惑星を瓶詰にして標本にするのが趣味という迷惑な存在。アメリカンジョークを好むようだ。
クラゲラーG
アロハ男爵の作成した惑星別荘化マシーンだったが、今作では小型化され戦闘兵器として利用されている。水中でも動ける模様。
リスキチ
ロビットに搭載可能な応援用AIロボ。応援のみで役には立たない。
タスケ
リスキチと同様に搭載可能な応援用AIロボ。角刈り男性風デザインでスタート時に「江戸っ子でぇい」とボイスが入り各セリフも威勢が良い。役に立たないのは他AIロボと同じ。

## ポケットムームー
『ポケットムームー』は、ジャンピングフラッシュ!シリーズの派生作品である。日本では1999年2月4日にPlayStation用として発売され、2014年8月6日にPlayStation Portable、PlayStation 3、PlayStation Vitaのゲームアーカイブス用として配信された。海外未発売。

### ゲーム内容
本作はアクションゲームではなく、PocketStation対応のミニゲーム集である。同機用のゲームや簡易ツールを集め、そのミニゲームをプレイする。ゲームを遊ぶことでゲーム内通貨であるMuを稼いだり、一定の条件を満たすことで星を獲得できる。星の取得状況によって手に入れられるゲームが増えるなどストーリーが進んでいく。PocketStationで動作するミニゲームはゲーム内の居酒屋オアフ島上で遊ぶこともできる。遊べるミニゲームはゲームとツールを合わせて100種類。ミニゲームはショップで購入したりもらったり「?箱」から入手したりする。

## ロビット・モン・ジャ
『ロビット・モン・ジャ』は、シリーズ3作目である。開発元はシュガーアンドロケッツとムームー。日本では1999年10月14日にPlayStation用として発売され、2007年7月26日にPlayStation PortableとPlayStation 3のゲームアーカイブス用として配信された。海外未発売。
宇宙市役所などの世界観設定や操作性は1作目や『2』からある程度引き継いでいるものの、ルールが大幅に変更となり、本作はミッションクリア型の3Dアクションゲームとなっている（ショットを撃つ必要のないステージも存在する）。
『ジャンピングフラッシュ!』から約300年後の世界を舞台としている。また、過去のシリーズ作品のサブタイトルで名前が出ていたアロハ男爵は故人という設定であり、本作には直接登場しない。

### ゲーム内容
キャラクター性やストーリー性は増し、急降下アクションは追加されたものの、エフェクトの変更、攻撃に対する敵キャラの反応の鈍化により操作感が変わった。
ショットはボタンを押し続けるだけでは連射されなくなり、視点操作の反転設定もなくなっている。また特殊兵器の入手機会が減ってしまい、これにより使用機会が減ったため、1作目や『2』にあったテンポ良い特殊兵器入手と使用のサイクルはなくなってしまっている。

### キャラクター

#### 宇宙市役所職員
ロビット
新人研修中の主人公（本名不明）が乗り込むロボット。過去数百年にわたり使用されてきた旧型ロビットの改良版。『ジャンピングフラッシュ!』では戦闘重視の仕様だったが、現在は汎用性を重視した軽量型に改良されている。花火ガンがパンチングロケットアームに変更。また、空中からの急降下が可能になった。ボディが黄色になっている。研修用のためか中古品を使用。
クマゴロー17世
初代から搭載され続けているAIロボットの17号機。役立たずと罵られながら伝統として取り付けられている。
研修部長
声 - 中博史
宇宙市役所「研修部新人研修課」の部長。本名不明。新人にテストを受けさせるのが大好き。座右の銘は「千金の裘は一狐の腋に非ず」。
主任
声 - 長嶝高士
宇宙市役所「研修部新人研修課」実地研修係主任。本名不明。研修中の新人の面倒を見るのが仕事。気さくな性格。38歳で、既婚、子供2人。座右の銘は「明日できることを今日するな」。
ジャン・ポール・ハナダ
声 - 森川智之
新人研修中である主人公と同期の青年。エリートを自称して何かと主人公を小馬鹿にして張り合っているが実は努力家としての一面もある。主人公の黄色いロビットに対して、黒い色のロビットに乗り込む。

#### ハナウマ星住民
すみだあきひこ
声 - 間宮くるみ
トンダ村にすむ5歳の男の子。遠くに遊びに行って帰れなくなったり、幼稚園に巨大カエルを持っていって幼稚園を壊滅させたりと問題を起こすたびに母親に叱られているが、懲りる様子はない。字をまだ正確に書けない。
コニシさん
声 - 水谷優子
トンダ村にすむ45歳の主婦。子供二人。洗濯物をありえない場所に飛ばしては、その都度宇宙市役所に回収を依頼している。おしゃべりが大好きであるが、内容が無く展開が激しすぎるため最後まで聞き続けられる人は少ない。
イタチ団
声 - 園部啓一、吉野裕行
ハナウマ星唯一の悪の組織であり、悪事の内容は小さなものである。3人で構成される。アロハ男爵の著書『基礎から学ぶ悪の科学』に感銘を受けた人々の集団といわれる。なお、本作でのアロハ男爵は既に故人であり、教会内部にその写真を見ることができる。
エストラゴン
声 - 飛田展男
ハナウマ星で一番人気の小説家、52歳。ナモナイ岬の一軒家に住んでいる。原稿の遅さと気難しさで知られている。
ドエライ村村長
声 - 長嶝高士
活火山のドエライ山にある、ドエライ村の村長。本名不明。村おこしを図って観光地に仕立て上げ、一攫千金を目論む。
盆栽老人
声 - 園部啓一
四本塔の村にすむ御老人。本名不明。盆栽が趣味であり、育てている盆栽を「ジェニーちゃん」と名付けて愛情を注いでいる。
ジョニー
声 - 高木渉
惑星のあちこちに畑を所有しニンジンを栽培している青年。28歳独身、恋人は目下ニンジン。かなりの金持ちの様子。モグラに頭を悩ませている。
戸田
声 - 大友龍三郎
映画プロデューサー。ハナウマ星で「アロハ対ロビット　真空大決戦」という映画の撮影を行っている。ボランティアなのをいいことに、調子の良い事を言ってノーギャラでロビットをこき使って稼ごうと企んでいる。
大統領
声 - 中博史
ハナウマ星大統領。本名不明。かなりの能天気かつ天然ボケ。ロビットを「ウサギくん」と呼ぶ。
ドリルちゃん
声 - 野田順子
大統領令嬢、14歳。ロビット（主人公）に好意を寄せる。ボタンやスイッチを見かけると押さずにはいられない性格で、そのたびにトラブルを巻き起こす。「ハナウマハリケーン」と呼ばれ恐れられているが、気さくで庶民的な性格を愛されている。
秘密特捜隊DOT
声 - ドットレッド・橋本昌也、ドットブルー・森川智之、ドットイエロー・高木渉、ドットグリーン・中村大樹、ドットピンク・水谷優子
大統領直属の秘密部隊。「ドット」と読む。部隊名の由来はトップシークレットとされているが、彼らに関係するミッションで由来を聞く事が出来る。王道の特撮戦隊ヒーロー物をモチーフとしていて、隊員はレッド、ブルー、イエロー、グリーン、ピンクの5人。秘密戦隊にもかかわらず国民に大人気であり、「ドットスナック」なるお菓子が発売され、爆発的に売れている。名乗り口上はあるものの、ロビットの活躍のせいか活躍の場は無い。

## 関連商品
ジャンピングフラッシュ! 2 オリジナル ゲーム サウンドトラック
1作目と『2』のサウンドトラック。1996年5月2日にアンティノスレコードのレーベルでCDとして発売された。
ただし容量の関係上、未収録曲が多い。